# 塞魯河
44°08′21″N 01°52′32″E / 44.13917°N 1.87556°E
塞魯河（Cérou）是法國的河流，位於該國南部，屬於阿韋龍河的左支流，河道全長87公里，流域面積503平方公里，平均流量每秒4.13立方米，發源自聖讓代爾努，河口處在米亞爾。

## 外部連結
- http://www.geoportail.fr （页面存档备份，存于）
- The Cérou at the Sandre database